# Sanhaço-rei
O sanhaço-rei (Thraupis ornata) é uma espécie brasileira de ave passeriforme. Tais pássaros chegam a medir até 18 cm de comprimento e possuem uma plumagem azul-acinzentada de tonalidade escura com os encontros amarelos. Também são conhecidos pelos nomes populares de guiramembé, sanhaço-da-serra e sanhaço-de-encontros.